# Радосев
Радосев (пол. Radosiew, нім. Radosiew) — село в Польщі, у гміні Чарнкув Чарнковсько-Тшцянецького повіту Великопольського воєводства.
Населення — 159 осіб (2011).
У 1975-1998 роках село належало до Пільського воєводства.

## Демографія
Демографічна структура станом на 31 березня 2011 року:
|          | Загалом | Допрацездатний вік | Працездатний вік | Постпрацездатний вік |
| -------- | ------- | ------------------ | ---------------- | -------------------- |
| Чоловіки | 78      | 19                 | 55               | 4                    |
| Жінки    | 81      | 27                 | 43               | 11                   |
| Разом    | 159     | 46                 | 98               | 15                   |